# Čakovečki Mlinovi
Čakovečki Mlinovi est une entreprise croate agroalimentaire. L'entreprise est le premier producteur national de farine, et produit également de l'huile de pépins de courge.

## Historique
L'entreprise a été fondée en 1893 et est basée à Čakovec.